# Parti pour zouker
Singles de Lorie
SOS
(2006) Fashion Victim
(2006)
Parti pour zouker est une chanson de la chanteuse française Lorie extraite de son quatrième album studio, intitulé Rester la même. Le single est sorti en tant que troisième single de l'album le 26 mai 2006. Il s'est écoulé à plus de 100 000 exemplaires et a ainsi été certifié disque de argent en 2006. Cette chanson, qui a des influences zouk, a connu un grand succès en France, où elle a atteint le top cinq, et a également eu du succès en Belgique (Wallonie).

## Genèse
Parti pour zouker a été écrit et composé en 2005 par Johnny Williams, pour l'album Rester la même. Après avoir terminé sa tournée, le Live Tour 2006, la chanson Parti pour zouker était publiée dans une version remix comme le prochain single.
La chanson a été enregistrée avec le rappeur Dadoumike, qui effectue les chœurs.
Jacob Desvarieux (cofondateur du groupe Kassav') et Loran Romain ont réalisé le remix.

## Clip vidéo
Le clip a été tourné sur une plage de Deshaies, Guadeloupe, et a été réalisé par Karim Ouaret.

## Liste des pistes
- CD single

1. Parti pour zouker (Radio Edit) – 3:19
2. Parti pour zouker (Club Mix) – 5:52
3. Parti pour zouker (Instrumental) – 3:17

- Téléchargement digital

1. Parti pour zouker (Radio Edit) – 3:19
2. Parti pour zouker (Club Mix) – 5:52
3. Parti pour zouker (Instrumental) – 3:17
4. Parti pour zouker (Video) – 3:48

## Classements et certifications
| Pays          | Meilleure position |
| ------------- | ------------------ |
| Belgique (Fr) | 12                 |
| France        | 5                  |
| Suisse        | 67                 |

| Classement (2006) | Position |
| ----------------- | -------- |
| Belgique (Fr)     | 63       |
| France            | 45       |

### Certifications et ventes
| Pays   | Certification | Date de certification | Ventes certifiées | Ventes réelles (approximations)       |
| ------ | ------------- | --------------------- | ----------------- | ------------------------------------- |
| France | Argent        | 2 novembre 2006       | 100 000           | 92 700 singles + 7000 téléchargements |